# Dekanat Visp
Das Dekanat Visp ist eines von 12 Dekanaten im katholischen Bistum Sitten, das den grössten Teil des Kantons Wallis  sowie den waadtländischen Bezirk Aigle umfasst.
Das Dekanat Visp besteht aus folgenden fünf Seelsorgeregionen:
- Saastal,
- Schattenberge und Zeneggen,
- Stalden,
- Visp,
- Zermatt – St. Niklaus

und folgenden zwanzig Pfarreien:
| Seelsorgeregion                                                           | Pfarrei / Schutzpatron       | Ort / Gemeinde | Gläubige (31. Dezember 2023) | Fläche in km² |
| ------------------------------------------------------------------------- | ---------------------------- | -------------- | ---------------------------- | ------------- |
| Saastal (ehemalige Grosspfarrei Saas Grund)                               | Bartholomäus                 | Saas-Grund     | 1067                         | 24.6          |
| Saastal (ehemalige Grosspfarrei Saas Grund)                               | Herz Jesu                    | Saas-Fee       | 1592                         | 40.6          |
| Saastal (ehemalige Grosspfarrei Saas Grund)                               | Kostbares Blut               | Saas-Balen     | 362                          | 30.2          |
| Saastal (ehemalige Grosspfarrei Saas Grund)                               | St. Barbara                  | Saas-Almagell  | 379                          | 110.3         |
| Schattenberge und Zeneggen *                                              | Mariä Himmelfahrt            | Zeneggen       | 324                          | 7.5           |
| Stalden                                                                   | Dreifaltigkeit               | Staldenried    | 541                          | 14.3          |
| Stalden                                                                   | Mariä Unbefleckte Empfängnis | Eisten         | 191                          | 38.0          |
| Stalden                                                                   | St. Michael                  | Stalden        | 1112                         | 10.5          |
| Stalden                                                                   | St. Peter und Paul           | Embd           | 294                          | 13.4          |
| Stalden                                                                   | St. Theodul                  | Törbel         | 494                          | 17.3          |
| Visp                                                                      | St. Josef                    | Eggerberg      | 329                          | 6.0           |
| Visp                                                                      | St. Josef                    | Lalden         | 733                          | 1.4           |
| Visp                                                                      | St. Martin                   | Visp           | 9034                         | 44,6          |
| Visp                                                                      | St. Theodul                  | Visperterminen | 1324                         | 51.6          |
| Zermatt – St. Niklaus (ehemalige Grosspfarrei St. Niklaus (ohne Grächen)) | Mariä Namen                  | Herbriggen     | vgl. St. Niklaus             |               |
| Zermatt – St. Niklaus (ehemalige Grosspfarrei St. Niklaus (ohne Grächen)) | Mariä Unbefleckte Empfängnis | Täsch          | 1366                         | 58.7          |
| Zermatt – St. Niklaus (ehemalige Grosspfarrei St. Niklaus (ohne Grächen)) | St. Jakob d. Ä.              | Grächen        | 1295                         | 14.3          |
| Zermatt – St. Niklaus (ehemalige Grosspfarrei St. Niklaus (ohne Grächen)) | St. Mauritius                | Zermatt        | 6023                         | 242.7         |
| Zermatt – St. Niklaus (ehemalige Grosspfarrei St. Niklaus (ohne Grächen)) | St. Nikolaus                 | St. Niklaus    | 2268                         | 89.3          |
| Zermatt – St. Niklaus (ehemalige Grosspfarrei St. Niklaus (ohne Grächen)) | St. Sebastian                | Randa          | 461                          | 54.5          |
|                                                                           | Total Pfarreien 20           |                | 28'712                       | 869.8         |

Verglichen mit dem Bezirk Visp umfasst das Dekanat Visp auch Eggerberg, das zum Bezirk Brig gehört. Baltschieder ist Teil der Pfarrgemeinde St. Martin in Visp (Pfarrei St. Martin Visp – Eyholz – Baltschieder).
 * Die Region Schattenberge und Zeneggen umfasst insgesamt vier Pfarreien, wobei aber die Pfarreien Eischoll, Unterbäch und Bürchen zum Dekanat Raron gehören.